# Steven King (Eishockeyspieler)
Steven Andrew King (* 22. Juli 1969 in East Greenwich, Rhode Island) ist ein ehemaliger US-amerikanischer Eishockeyspieler und -trainer, der im Verlauf seiner aktiven Karriere zwischen 1987 und 2000 unter anderem 67 Spiele für die New York Rangers und Mighty Ducks of Anaheim in der National Hockey League (NHL) auf der Position des rechten Flügelstürmers bestritten hat. Den Großteil seiner Karriere verbrachte King jedoch in der International Hockey League (IHL) und American Hockey League (AHL), wo er weitere 417 Partien absolvierte und mit den Providence Bruins im Jahr 1999 den Calder Cup der AHL gewann.

## Karriere
King besuchte nach dem Abschluss der High School von 1987 an für vier Jahre die Brown University. Dort ging er einem Studium nach und spielte parallel für die Eishockeymannschaft der Universität, die Bears, in der ECAC Hockey, einer Division im Spielbetrieb der National Collegiate Athletic Association (NCAA). Über den vierjährigen Zeitraum, in dessen letztem Jahr der Stürmer als Mannschaftskapitän fungierte, absolvierte er 104 Partien und verbuchte dabei 89 Scorerpunkte. Der 21-Jährige wurde schließlich im NHL Supplemental Draft 1991 an der 21. Stelle von den New York Rangers ausgewählt, nachdem er in den vorangegangenen NHL Entry Drafts unberücksichtigt geblieben war.
Zur Saison 1991/92 wechselte der US-Amerikaner in die Organisation der New York Rangers, kam in den ersten eineinhalb Jahren des Vertrags aber hauptsächlich für deren Farmteam, die Binghamton Rangers, in der American Hockey League (AHL) zu Einsätzen. Erst in der zweiten Hälfte der Spielzeit 1992/93 gelang es King einen Stammplatz bei den New York Rangers in der NHL zu erhalten, nachdem er in der AHL mit 35 Tore in 53 Spielen dominiert hatte. Im restlichen Saisonverlauf kam der Angreifer zu 24 Spielen für die New York Rangers, in denen er zwölfmal punktete. Obgleich der positiven Entwicklung blieb King für den NHL Expansion Draft 1993 ungeschützt und wurde daher von den neu gegründeten Mighty Ducks of Anaheim ausgewählt. Dort war er auf Anhieb Stammspieler, nachdem er sich Anfang Januar jedoch schwer an der Schulter verletzte, fiel er den Rest der Saison 1993/94 und die komplette Saison 1994/95 aus. Erst zur Spielzeit 1995/96 kehrte der Flügelspieler in den Spielbetrieb zurück, lief jedoch den Großteil für die Baltimore Bandits in der AHL auf. Für die Mighty Ducks kam er lediglich zu sieben Einsätzen.
Über die Saison 1995/96 hinaus verlängerten die Anaheim Mighty Ducks den Vertrag Kings nicht, sodass er Ende Juli 1996 als Free Agent ins Franchise der Philadelphia Flyers. Diese setzten ihn jedoch das gesamte Spieljahr 1996/97 in ihren Farmteams ein. So lief er in der AHL für die Philadelphia Phantoms auf und spielte ebenso für die Michigan K-Wings in der International Hockey League (IHL). In der folgenden Saison stand er ebenfalls in der AHL und IHL auf dem Eis und trug das Trikot der Rochester Americans und Cincinnati Cyclones. In der Saison 1998/99 machten King abermals seine Schulterprobleme große Probleme, sodass er lange ausfiel und erst zum Saisonende bei den Providence Bruins aus der AHL anheuerte, mit denen er am Saisonende den Calder Cup gewann. Nachdem er schließlich in der Millenniumssaison 1999/2000, die er beim Ligakonkurrenten Springfield Falcons verbracht hatte, erneut von Schulterproblemen geplagt war, beendete der 31-Jährige im Sommer 2000 seine aktive Karriere. Im direkten Anschluss daran arbeitete King zwei Jahre lang als Assistenztrainer an seiner Alma Mater, der Brown University.

## Erfolge und Auszeichnungen
- 1999 Calder-Cup-Gewinn mit den Providence Bruins

## Karrierestatistik
(Legende zur Spielerstatistik: Sp oder GP = absolvierte Spiele; T oder G = erzielte Tore; V oder A = erzielte Assists; Pkt oder Pts = erzielte Scorerpunkte; SM oder PIM = erhaltene Strafminuten; +/− = Plus/Minus-Bilanz; PP = erzielte Überzahltore; SH = erzielte Unterzahltore; GW = erzielte Siegtore; 1 Play-downs/Relegation; Kursiv: Statistik nicht vollständig)